# 815
Cette page concerne l'année 815  du calendrier julien. Pour l'année 815 av. J.-C., voir 815 av. J.-C.
L'année 815 est une année commune qui commence un lundi.

## Événements

### Asie
- Début du règne de Relpachen, roi du Tibet (fin en 838)[1].
- Début du règne en Inde du roi Pandya Srimara Srivallabha (fin en 862). Il envahit Ceylan. Victorieux d’une coalition à Kudamukku (Kumbakonam), il menace la puissance Pallava[2].
- Début de la consommation du thé au Japon[3].

### Europe
- 6 janvier : l'empereur byzantin Léon V l'Arménien s'abstient de s'incliner devant la croix le jour de l'Épiphanie[4]. Un concile iconoclaste est convoqué à Constantinople en février. Reprise de l'iconoclasme byzantin[5].
- 13 mars :  le patriarche de Constantinople Nicéphore est déposé et exilé par l’iconoclaste Léon V pour avoir refusé de rouvrir la querelle des images[6].
- 1er avril : Pâques[7]. Théodote Mélissène Cassitéras est intronisé patriarche de Constantinople (fin en 821). Un concile réuni au palais des Blachernes[4] définit la doctrine. Les iconodules sont persécutés[6].
- Printemps : Louis le Pieux profite des troubles apparus au Danemark à la mort de Hemmingr pour envahir le Jylland (Sislendi), mais sans succès[8].
- 1er juillet : Louis le Pieux convoque l'assemblée générale de l'empire carolingien à Paderborn[9].
  - L'empereur reçoit à Paderborn des ambassades des Slaves orientaux et de Cagliari en Sardaigne[10]. Il accuse l'émir de Cordoue Al-Hakam d'avoir rompu la trêve conclue en 812 en attaquant Barcelone[11].
  - L'empereur approuve la fondation de l’abbaye de Corvey par des moines de Corbie. Un monastère est bâti à Hethis, dans la forêt de Solling en 816, puis transféré au bord du Weser en 822[12].
  - Louis transfère la mission créée par Charlemagne à Elze et crée le diocèse de Hildesheim[13].

- Disgrâce d'Adalard de Corbie, exilé à Noirmoutier[7].

## Décès en 815
- Ábû Nuwâs, poète arabo-persan[14].
- Jabir Ibn Hayyan, alchimiste arabe (latinisé en Geber, 721-815).